# Quảng trường Italie
| Quảng trường Italie                                                        | Quảng trường Italie |
| -------------------------------------------------------------------------- | ------------------- |
|                                                                            |                     |
| Quận                                                                       | Quận 13             |
| Đường kính                                                                 | 200 m               |
| Khánh thành                                                                | 1760                |
| Đặt tên                                                                    | 1864                |
|                                                                            |                     |
|                                                                            |                     |
| Trung tâm thương mại Italie 2, tòa nhà Grand Ecran do Kenzo Tange thiết kế |                     |

Quảng trường Italie nằm ở phía nam thành phố Paris, thuộc Quận 13. Đây là khu vực trung tâm của quận, tập trung nhiều đầu mối giao thông quan trọng. Quảng trường Italie cũng rất gần với Chợ Tàu và khu phố Butte aux Cailles.
| Métro Paris | Bến tàu điện ngầm: Place d'Italie |

## Quảng trường Italie
Quảng trường Italie có đường kính khoảng 200 m, nằm gần cả ba khu phố quan trọng của quận: Khu phố Tàu, Butte aux Cailles và Gobelins. Quảng trường là điểm bắt buộc phải đi qua của nhiều tuyến giao thông ô tô cũng như tàu điện ngầm và buýt. Đây cũng là điểm nối giữa ngoại ô và trung tâm Paris hay khu Montparnasse và phần phía tây hữu ngạn sông Seine.
Tòa thị chính Quận 13 nằm bên cạnh quảng trường. Italie 2, tác phẩm của kiến trúc sư Kenzo Tange, là một trong những trung tâm thương mại lớn của thành phố. Ở đây còn có nhiều nhà hàng, quán cà phê, đặc biệt ở Butte aux Cailles cạnh đó. Nhiều rạp chiếu phim tập trung ở đại lộ Gobelins. Trước đây, trong trung tâm thương mại Italie 2 còn có phòng chiếu phim của Gaumont với một trong những màn hình lớn nhất Paris. Gần quảng trường, một siêu thị của Tang Frères chuyên bán thực phẩm châu Á.
Hai lối vào tàu điện ngầm nằm trên quảng trường là tác phẩm của Hector Guimard, nghệ sĩ trường phái Tân nghệ thuật quan trọng của Pháp. Tác phẩm điêu khắc này đã được công nhận di tích lịch sử của Pháp vào năm 1978. Số 17 phố Godefroy cạnh quảng trường là nơi Chu Ân Lai từng sống trong khoảng thời gian từ 1922 tới 1924.

## Lịch sử
Quảng trường Italie vốn là một giao lộ quan trọng từ năm 1785, bức tường Thuế quan (Mur des Fermiers généraux) kiểm soát hàng hóa vào thành phố đi qua đây. Kiến trúc sư Claude Nicolas Ledoux cho xây dựng hai tòa nhà làm trạm thuế, bị cháy vào năm 1789, nhưng tới 1877 nó mới bị phá.
Năm 1860, quảng trường được quy hoạch trong dự án cải tạo Paris của nam tước Georges Eugène Haussmann. Ngày 30 tháng 12 năm 1864, quảng trường được mang tên Italie, theo tên đại lộ gần đó. Đây là điểm xuất phát của tuyến đường từ Paris tới Ý, ngày nay là quốc lộ Số 7. Trong tiếng Pháp,  Italie có nghĩa là Ý.
Vào những năm 1960, theo sự án Italie 13, quảng trường Italie sẽ đánh dấu ranh giới khu phố bao quanh đại lộ Italie và tháp Apogée sẽ được xây dựng, cao hơn tháp Montparnasse. Italie 13 đã được thực hiện với 6 tòa nhà cao tầng, khoảng 100 mét, gần quảng trường. Nhưng tới năm 1975 thì phần lớn dự án bị loại bỏ. Công trình trung tâm thương mại Italie 2 ngày nay là tác phẩm của kiến trúc sư Kenzo Tange, nằm trên vị trí dự định của tháp Apogée.

## Giao thông
Bến tàu điện ngầm ở đây mang tên Place d'Italie, đặt theo tên quảng trường. Đây là điểm giao của các tuyến số 5, 6 và 7. Trên quảng trường còn có các trạm xe buýt tuyến 27, 47, 57, 64, 67 và 83.
Quảng trường Italie là điểm giao của các con đường:
- Đại lộ Gobelins
- Đại lộ Sœur-Rosalie
- Đại lộ Auguste-Blanqui
- Phố Bobillot
- Đại lộ Italie
- Đại lộ Choisy
- Đại lộ Vincent-Auriol
- Phố Godefroy
- Đại lộ Hôpital